# Tetramelas
Tetramelas is een geslacht van korstmossen behorend tot de familie Caliciaceae.

## Soorten
Volgens Index Fungorum bevat het geslacht 36 soorten (peildatum januari 2023):
| Soortnaam                   | Auteur(s)                       | Publicatiejaar |
| --------------------------- | ------------------------------- | -------------- |
| Tetramelas allisoniae       | Elix, H. Mayrhofer & Glenny     | 2017           |
| Tetramelas anisomerus       | (Vain.) Elix                    | 2018           |
| Tetramelas austropapillatus | (Øvstedal) Elix                 | 2017           |
| Tetramelas chloroleucus     | (Körb.) A. Nordin               | 2004           |
| Tetramelas cladocarpizus    | (I.M. Lamb) Elix                | 2018           |
| Tetramelas concinnus        | (Th. Fr.) Giralt                | 2009           |
| Tetramelas confusus         | A. Nordin                       | 2004           |
| Tetramelas coquimbensis     | (C.W. Dodge) Elix               | 2019           |
| Tetramelas darbishirei      | (I.M. Lamb) Elix                | 2018           |
| Tetramelas drakonensis      | Elix                            | 2021           |
| Tetramelas filsonii         | Elix                            | 2019           |
| Tetramelas flindersianus    | Elix                            | 2020           |
| Tetramelas franklinbrussei  | Elix & H. Mayrhofer             | 2021           |
| Tetramelas fuegiensis       | Elix, H. Mayrhofer & J.M. Rodr. | 2018           |
| Tetramelas gariwerdensis    | Elix                            | 2020           |
| Tetramelas graminicola      | (Øvstedal) Kalb                 | 2004           |
| Tetramelas granulosus       | (Darb.) A. Nordin               | 2004           |
| Tetramelas grevei           | Elix                            | 2021           |
| Tetramelas grimmiae         | (Filson) Elix                   | 2018           |
| Tetramelas inordinatus      | (Hue) Elix                      | 2018           |
| Tetramelas insignis         | (Körb.) Kalb                    | 2004           |
| Tetramelas kopuwaianus      | Elix & H. Mayrhofer             | 2018           |
| Tetramelas lokenensis       | Elix                            | 2019           |
| Tetramelas nelsonii         | (Darb.) Elix                    | 2018           |
| Tetramelas oreophilus       | Elix & Kantvilas                | 2020           |
| Tetramelas papillatus       | (Sommerf.) Kalb                 | 2004           |
| Tetramelas peruviensis      | Elix                            | 2019           |
| Tetramelas phaeophysciae    | A. Nordin & Tibell              | 2005           |
| Tetramelas poeltii          | (T. Schauer) Kalb               | 2004           |
| Tetramelas pulverulentus    | (Anzi) A. Nordin & Tibell       | 2005           |
| Tetramelas regiomontanus    | Marbach                         | 2000           |
| Tetramelas subpedicellatus  | (Hue) Elix                      | 2018           |
| Tetramelas terricola        | (A. Nordin) Kalb                | 2004           |
| Tetramelas thiopolizus      | (Nyl.) Giralt & P. Clerc        | 2011           |
| Tetramelas triphragmioides  | (Anzi) A. Nordin & Tibell       | 2005           |
| Tetramelas weberianus       | Elix                            | 2019           |